# Comuna Agrij, Sălaj
Agrij este o comună în județul Sălaj, Transilvania, România, formată din satele Agrij (reședința) și Răstolțu Deșert.

## Demografie
Componența etnică a comunei Agrij
     Români (68,07%)
     Romi (24,77%)
     Alte etnii (0,14%)
     Necunoscută (7,02%)
Componența confesională a comunei Agrij
     Ortodocși (78,81%)
     Penticostali (10,74%)
     Baptiști (2,65%)
     Alte religii (0,57%)
     Necunoscută (7,23%)
Conform recensământului efectuat în 2021, populația comunei Agrij se ridică la 1.397 de locuitori, în creștere față de recensământul anterior din 2011, când fuseseră înregistrați 1.370 de locuitori. Majoritatea locuitorilor sunt români (68,07%), cu o minoritate de romi (24,77%), iar pentru 7,02% nu se cunoaște apartenența etnică. Din punct de vedere confesional, majoritatea locuitorilor sunt ortodocși (78,81%), cu minorități de penticostali (10,74%) și baptiști (2,65%), iar pentru 7,23% nu se cunoaște apartenența confesională.

## Politică și administrație
Comuna Agrij este administrată de un primar și un consiliu local compus din 9 consilieri. Primarul, Ștefan Berar[*], de la Partidul Național Liberal, este în funcție din octombrie 2020. Începând cu alegerile locale din 2024, consiliul local are următoarea componență pe partide politice:
|  | Partid                          | Consilieri | Componența Consiliului | Componența Consiliului | Componența Consiliului | Componența Consiliului |
|  | ------------------------------- | ---------- | ---------------------- | ---------------------- | ---------------------- | ---------------------- |
|  | Partidul Național Liberal       | 4          |                        |                        |                        |                        |
|  | Partidul Social Democrat        | 2          |                        |                        |                        |                        |
|  | Uniunea Salvați România         | 1          |                        |                        |                        |                        |
|  | Partida Romilor „Pro Europa”    | 1          |                        |                        |                        |                        |
|  | Alianța pentru Unirea Românilor | 1          |                        |                        |                        |                        |

## Atracții turistice
- Biserica de lemn din satul Răstolțu-Deșert, construcție secolul al XIX-lea, monument istoric
- Așezare din epoca bronzului de la Agriș
- Situl arheologic de la Răstolțu-Deșert
- Biserica Ortodoxă (1906-1909), construcție în stil gotic din piatră.[8]